# Dolní Údolí
Dolní Údolí (do 1949 Dolní Grunt, něm. Nieder-Grund, Niedergrund, Nieder Grund) je osada (místní část) města Zlaté Hory. Leží 6 km jihozápadně od Zlatých Hor, na úpatí Hrubého Jeseníku, na středním toku potoka Olešnice.

## Historie

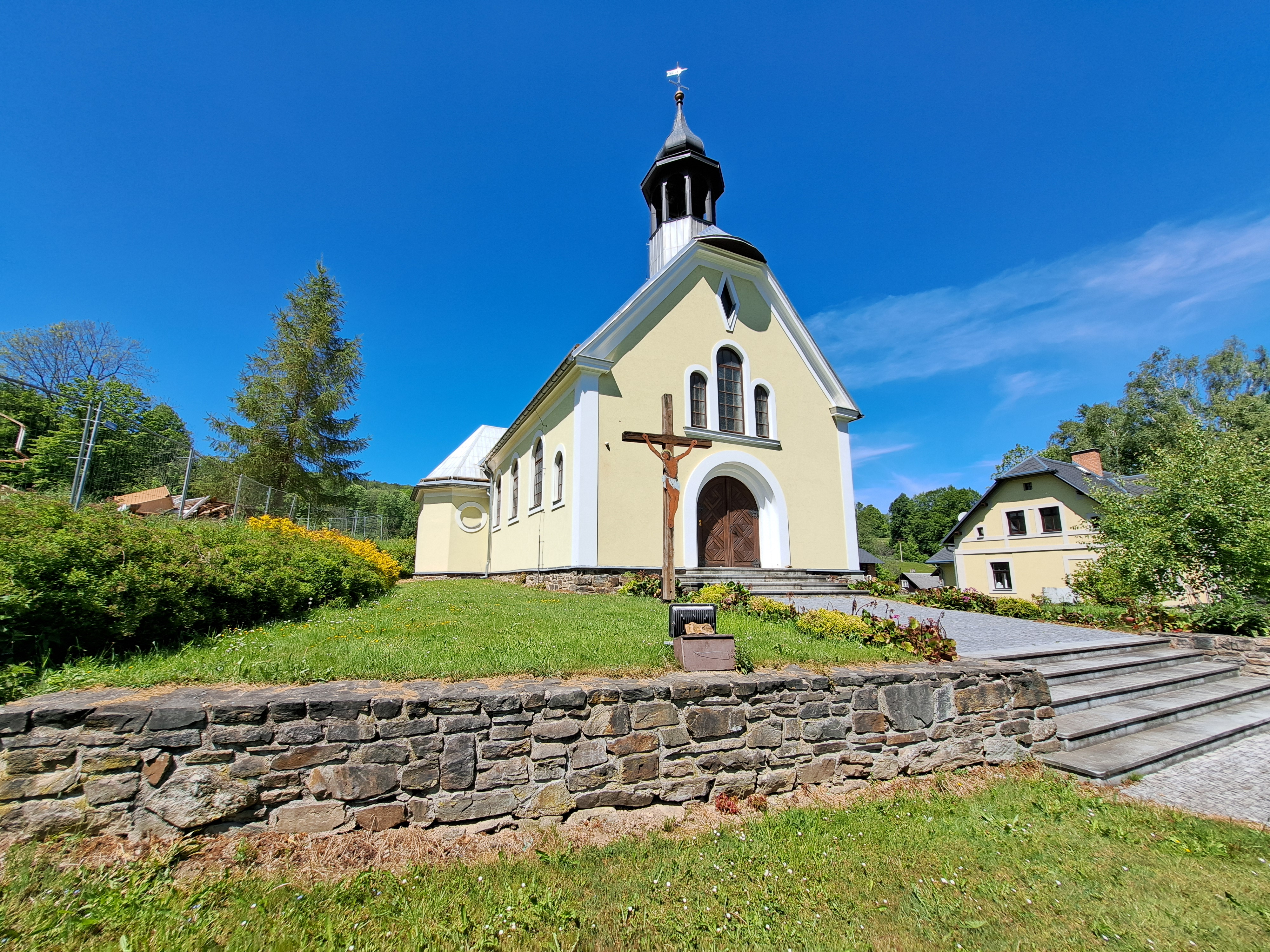

Dolní Údolí je poprvé jistě zmiňováno roku 1450 jako Dolní Olešnice (něm. Nieder-Olsnitz), počátkem 16. století již pod jménem Nieder Grund. Je však možné, že se ho týkají již starší zmínky k letům 1337 a 1338. Těžba zlata a železné rudy, doložená v okolí archeologicky již v 13. století, ranému vzniku vesnice nasvědčuje. Byla to původně především hornická osada v zázemí horního města Zlaté Hory. Roku 1673 zde byl postaven hamr na méně kvalitní železo, působila tu též mincovna a huť na výrobu vitriolu. V 18. století zde stál pivovar. Hornictví bylo po roce 1848 nahrazeno částečně přadláctvím a průmyslem místního významu. Nacházela se zde od roku 1893 respektive 1895 parní pila a pivovar E. Heina. Další pily a dva mlýny. K roku 1925 se připomíná strojírna. Roku 1900 zde byla záložna. K roku 1900 zde byl hasičský spolek, dále zde byl zemědělský a katolický spolek. Obecná škola připomínána roku 1848, měla k roku 1900 jednu třídu.
Až do zrušení patrimoniální správy roku 1850 patřila většina Dolního Údolí k panství Cukmantl (Zlaté Hory), které bylo v majetku vratislavských biskupů, ale část patřila nejpozději od roku 1531 k samostatnému statku Ondřejovice. V letech 1850 až 1869 byla obec součástí Horního Údolí a od roku 1949 byly obě obce spojeny pod názvem Údolí. Roku 1960 bylo připojeno jako osada ke Zlatým Horám.
V roce 1770 byla v obci postavena dřevěná kaple sv. Acháce. Ta byla roku 1819 nahrazena novou dřevěnou stavbou. Kvůli poškození povodněmi však musela být roku 1913 stržena a nahrazena dnešním zděným kostelíkem stejného zasvěcení na jiném místě.
Roku 1938 připojena obec k Německu a 8. května 1945 obsazena Rudou armádou. Až do roku 1945 byla obec čistě německou. Po odsunu původních německých obyvatel po roce 1945 byla v Dolním a Horním Údolí usazena řada řeckých rodin, které se uchýlily do Československa v důsledku občanské války. Mnozí z nových obyvatel se však vrátili do Řecka po změně poměrů v roce 1975.
V roce 1953 zde havarovala stíhačka polského vojenského letectva.
Ve vsi je zachováno několik dřevěných lidových staveb z 19. století. Od roku 2004 je Dolní Údolí spolu s vedlejším Horním Údolím (a podobně jako sousedící Rejvíz) vesnickou památkovou zónou.

### Vývoj počtu obyvatel
Počet obyvatel Dolního Údolí podle sčítání nebo jiných úředních záznamů:
| Rok            | 1822 | 1836 | 1869 | 1880 | 1890 | 1900 | 1910 | 1921 | 1930 | 1939 | 1947 | 1950 | 1961 | 1970 | 1980 | 1991 | 2001 |
| -------------- | ---- | ---- | ---- | ---- | ---- | ---- | ---- | ---- | ---- | ---- | ---- | ---- | ---- | ---- | ---- | ---- | ---- |
| Počet obyvatel | 529  | 499  | 534  | 542  | 572  | 552  | 508  | 451  | 469  | 493  | 153  | 214  | 138  | 132  | 66   | 26   | 19   |

1. ↑  z toho: 6 Čechoslováků, 577 Němců; 586 řím. kat., 1 evang.
2. ↑  spolu s Horním Údolím

V Dolním Údolí je evidováno 60 adres : 53 čísla popisná (trvalé objekty) a 7 čísel evidenčních (dočasné či rekreační objekty). Při sčítání lidu roku 2001 zde bylo napočteno 47 domů, z toho 11 trvale obydlených.

## Zajímavosti
- římskokatolický filiální kostel (kaple) sv. Acháce z roku 1912, s mramorovým mariánským oltářem od Josefa Obetha a malbami od Emila Brendla